# Lithobius bicolor
Lithobius bicolor är en mångfotingart som beskrevs av Yoshioki Takakuwa 1939. Lithobius bicolor ingår i släktet Lithobius och familjen stenkrypare. Inga underarter finns listade i Catalogue of Life.